# Jarosław Kaczyński
Pour les articles homonymes, voir Kaczyński.
Jarosław Aleksander Kaczyński (prononcé [ jaˈrɔswaf kaˈʈ͡ʂɨɲskʲi]), né le 18 juin 1949 à Varsovie, est un homme d'État polonais. Il est président du parti conservateur Droit et justice (PiS) depuis 2003 et président du Conseil des ministres de 2006 à 2007.
Juriste de profession, il est un fervent opposant au régime communiste au sein du Comité de défense des ouvriers puis du syndicat Solidarność. Il est élu sénateur sous l'étiquette Solidarność en 1989 et exerce la fonction de chef de la chancellerie du président de la République, Lech Wałęsa, de 1990 à 1991.
Ensuite entré dans l'opposition à Lech Wałęsa, il est élu membre de la Diète en 1991 sous les couleurs de l'Accord du centre (PC) puis en 1997 sur la liste du Mouvement pour la reconstruction de la Pologne (ROP). En 2001, il fonde le parti conservateur Droit et justice avec son frère jumeau, Lech Kaczyński. Il remplace ensuite celui-ci à la présidence de la formation, qu’il mène à la victoire aux élections parlementaires de 2005.
En 2006, après avoir refusé un temps, il est nommé président du Conseil des ministres par son frère, devenu président de la République. L'année suivante, des conflits au sein de son gouvernement le conduisent à provoquer des élections parlementaires anticipées, qui sont remportées par l'opposition libérale. Après la mort de son frère dans une catastrophe aérienne en Russie, Jarosław Kaczyński se présente à l'élection présidentielle de 2010, qu'il perd au second tour face au libéral Bronisław Komorowski.
Associé en 2015 au retour au pouvoir de Droit et justice sans pour autant briguer la présidence de la République (exercée par Andrzej Duda) ou la tête du gouvernement (occupée par Beata Szydło puis Mateusz Morawiecki), il apparaît comme étant le dirigeant de facto du pays. Dans le cadre de tensions au sein de la coalition Droite unie, il réintègre à deux reprises le gouvernement en qualité de vice-président du Conseil des ministres entre 2020 et 2023.

## Situation personnelle

### Origines et enfance
Il naît le 18 juin 1949 à Varsovie, quarante-cinq minutes avant son frère jumeau monozygote, Lech,.
Ses parents ont participé en 1944 à l'insurrection de Varsovie contre les nazis et les soviétiques. Son père, Rajmund (1922–2005), est un ingénieur et universitaire ayant servi dans l'Armia Krajowa pendant la Seconde Guerre mondiale. Sa mère, Jadwiga (1926-2013), enseigne la philologie à l'Académie polonaise des sciences.
En 1962, à l'âge de 13 ans, il joue avec son frère dans le film Histoire de deux enfants qui volèrent la Lune, inspiré d'un livre pour enfants de Kornel Makuszyński.

### Formation
Il effectue des études de droit et d'administration à l'université de Varsovie et obtient un doctorat en droit en 1976.

### Vie privée

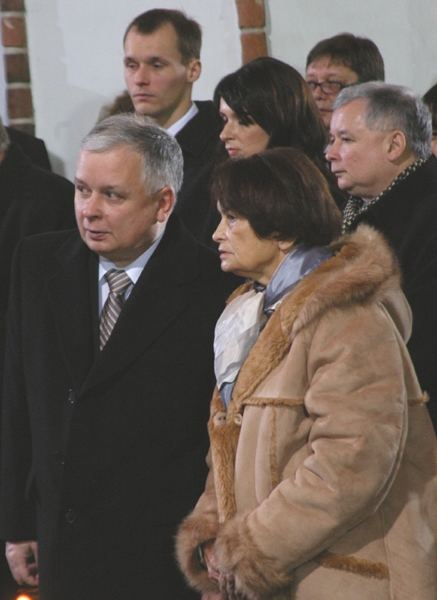
Lech et Jarosław Kaczyński avec leur mère.

Alors que son frère étudie à l'université de Gdańsk, ville où il résidera jusqu'en 2001, Jarosław Kaczyński demeure au domicile familial de Varsovie, dans le quartier résidentiel de Żoliborz. Célibataire et sans enfant, il vit avec sa mère jusqu'à la mort de celle-ci, en 2013.
En 2006, le journal Rzeczpospolita rend publics des documents de l'époque soviétique faisant état d'une possible homosexualité de Jarosław Kaczyński,.

## Parcours politique

### Engagement anti-communiste
Dans les années 1970, il adhère au Comité de défense des ouvriers (KOR), une des premières initiatives de médiation entre le gouvernement communiste et les travailleurs polonais.
Associé au mouvement syndical Solidarność (« Solidarité ») depuis sa création, il est un des conseillers de l'exécutif du mouvement, puis un de ses négociateurs à la Table ronde pour la transition de la Pologne vers la démocratie en 1989. Même s'il fait partie de Solidarność depuis ses débuts, il est marginalisé par les leaders historiques du syndicat ouvrier.

### Sénateur de Solidarność
En 1989, à la suite des premières élections libres en Pologne, il est élu sénateur sous la bannière de Solidarność, comme son frère. Il le reste jusqu'en 1991.

### Chef de la chancellerie présidentielle
Après la victoire du dirigeant de Solidarność Lech Wałęsa à l'élection présidentielle de 1990, il devient chef de la chancellerie du président de la République tandis que son frère est nommé ministre d'État à la Sécurité, puis président de la Cour des comptes. Mais rapidement, des tensions apparaissent entre les Kaczyński et Lech Wałęsa sur la question de la décommunisation de la vie politique, les deux frères appelant à une rupture plus radicale avec les personnalités liées à l'ancien régime. Jarosław Kaczyński quitte la chancellerie en octobre 1991 et restera brouillé avec Lech Wałęsa,.

### Député d'opposition à Lech Wałęsa
Jarosław Kaczyński participe dès lors au morcellement de la coalition gouvernementale issue de Solidarność. Il se présente aux élections parlementaires de 1991 sous les couleurs de l'Accord du centre (PC), un parti démocrate chrétien qu'il a fondé avec son frère l'année précédente. Il préside ensuite le PC jusqu'en 1998.
Élu membre de la Diète, il démontre une incapacité à collaborer avec des mouvements politiques idéologiquement proches de son anticommunisme virulent, et isole progressivement son parti. Aux élections de 1993, il est relégué dans l'opposition extra-parlementaire, le PC n'ayant pas franchi la barre, nouvellement fixée, de 5 % des suffrages, pour une représentation à la Diète.
Lors des élections législatives de 1997, il s'allie avec le parti de l'ancien chef du gouvernement Jan Olszewski, le Mouvement pour la reconstruction de la Pologne (ROP), et devient à nouveau parlementaire.

### Fondation de Droit et justice
En 2001, il fonde le parti Droit et justice (PiS), avec son frère, qui en prend la présidence. Aux élections parlementaires du 23 septembre, le parti remporte 9,5 % des voix et 44 députés. À l'ouverture de la législature, le 5 octobre, il est élu président du groupe parlementaire.
Lech Kaczyński ayant été élu maire de Varsovie, Jarosław Kaczyński démissionne de la présidence du groupe et prend celle du parti, le 18 janvier 2003.

### Élections parlementaires de 2005

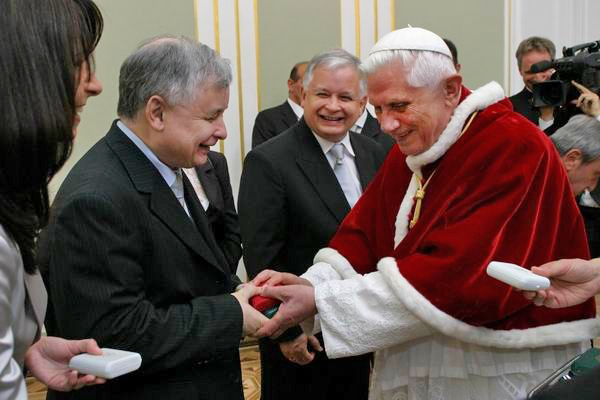
Jarosław Kaczyński avec son frère et le pape Benoît XVI, en mai 2006.

Lors des élections parlementaires de septembre 2005, il conduit la campagne de Droit et justice, qui obtient 27 % des voix et 155 sièges à la Diète, ce qui en fait le premier parti du pays.
Cependant, afin de ne pas diminuer les chances de victoire de son frère à l'élection présidentielle d'octobre, il renonce à diriger le gouvernement, les enquêtes d'opinion soulignant la réticence des Polonais à la formation d'un tel duo à la tête de l'exécutif. Le parti désigne Kazimierz Marcinkiewicz, premier président du groupe à la Diète, comme candidat à la présidence du Conseil des ministres. Après l'élection de son frère à la présidence de la République, il est réputé avoir une influence importante sur les décisions prises par le gouvernement ; les médias considèrent que Marcinkiewicz fait office d'intérimaire en attendant une nomination ultérieure de Jarosław Kaczyński à la tête du gouvernement.
Entre fin 2005 et avril 2006, pour éviter des élections parlementaires anticipées face à l'absence de toute majorité à la Diète, Jarosław Kaczyński œuvre à la conclusion d'une alliance entre Droit et justice, le parti populiste Autodéfense de la république de Pologne (Samoobrona) et l'extrême droite catholique de la Ligue des familles polonaises (LPR),. Il reconnaît qu'il ne s'agit pas là d'une alliance idéale, d'autant plus qu'il n'a pas réussi à obtenir le ralliement du Parti paysan polonais (PSL), ce qui aurait permis de dégager une majorité absolue à la Diète et d'éloigner ainsi le spectre d'élections anticipées.

### Président du Conseil des ministres
Le 7 juillet 2006, Kazimierz Marcinkiewicz, qui bénéficie d'une forte cote de popularité mais dont les relations avec les frères Kaczyński sont dégradées, démissionne. Le comité politique de PiS désigne alors Jarosław Kaczyński pour prendre la tête du gouvernement. Jarosław Kaczyński est chargé de former un nouveau gouvernement le 10 juillet et prête serment comme président du Conseil des ministres le 14 juillet, ce qui fait de la Pologne le premier pays au monde gouverné par des jumeaux. Jarosław Kaczyński promet de poursuivre l'action du gouvernement sortant, qui affichait comme priorité la réforme fiscale, le renforcement de la protection sociale forte et la lutte contre la corruption. Il remporte le vote de confiance à la Diète par 240 voix pour et 205 contre.

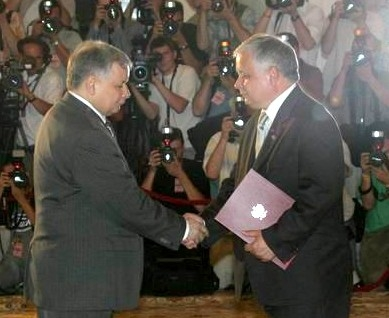
Lech et Jarosław Kaczyński, le 14 juillet 2006.

Dans le cadre de la décommunisation prônée par Droit et justice lors de la campagne de 2005, il fait voter une loi dite de « lustration », qui entre en vigueur le 15 mars 2007, après avoir été accueillie favorablement par la population. Ce texte oblige les membres de 53 catégories d'individus (journalistes, directeurs d'école, recteurs d'université, dirigeants d'entreprises cotées en bourse) à indiquer à l'Institut de la mémoire nationale (IPN), sous peine de licenciement, s'ils ont ou non collaboré avec les services de sécurité entre 1944 et 1990,. Alors que l'opposition dénonce une chasse aux sorcières, Jarosław Kaczyńsk argüe du fait que l'épuration en Pologne à l'égard des communistes a été moins importante que celle à l'œuvre en Allemagne à la suite de la Seconde Guerre mondiale ; il indique par ailleurs qu'il s'agit d'une alternative à l'ouverture totale des archives de la sécurité communiste, qui contiennent des informations sensibles,. Plusieurs personnalités du pays refusent de répondre au questionnaire de l'IPN, notamment Bronisław Geremek. En mai 2007, le Tribunal constitutionnel invalide plusieurs articles de cette loi, qui est ainsi vidée de sa substance.
En mars 2007, le vice-président du Conseil et ministre de l'Éducation nationale, Roman Giertych, par ailleurs président de la Ligue des familles polonaises, annonce son intention de déposer un projet de loi visant à faire condamner à une amende, à un licenciement ou à une peine de prison toute personne qui révélerait son homosexualité dans un établissement scolaire ou universitaire. Le projet n'est pas voté et Roman Giertych est limogé en août 2007, sans toutefois avoir été désavoué par Jarosław Kaczyński.
Au niveau international, le gouvernement entretient des relations difficiles avec la Russie et les institutions européennes,. Les relations de la Pologne avec l'Allemagne se tendent également en raison du projet de gazoduc Nord Stream et des demandes allemandes de réparations concernant la Seconde Guerre mondiale. Il se prononce en faveur de l’installation sur le territoire polonais du bouclier antimissiles conçu par les États-Unis contre la Russie.
Finalement, dans un contexte d'instabilité politique, il met fin à sa coalition le 13 août 2007 et se met d'accord avec la Plate-forme civique (PO), premier parti de l'opposition, pour convoquer des élections parlementaires anticipées le 21 octobre 2007. Le jour du scrutin, la PO arrive en tête avec 41,5 % des voix et 209 députés, contre 32,1 % des suffrages et 166 sièges pour PiS. Le 16 novembre, il cède le pouvoir au libéral Donald Tusk.

### Chef de l'opposition aux libéraux

#### Mort de son frère

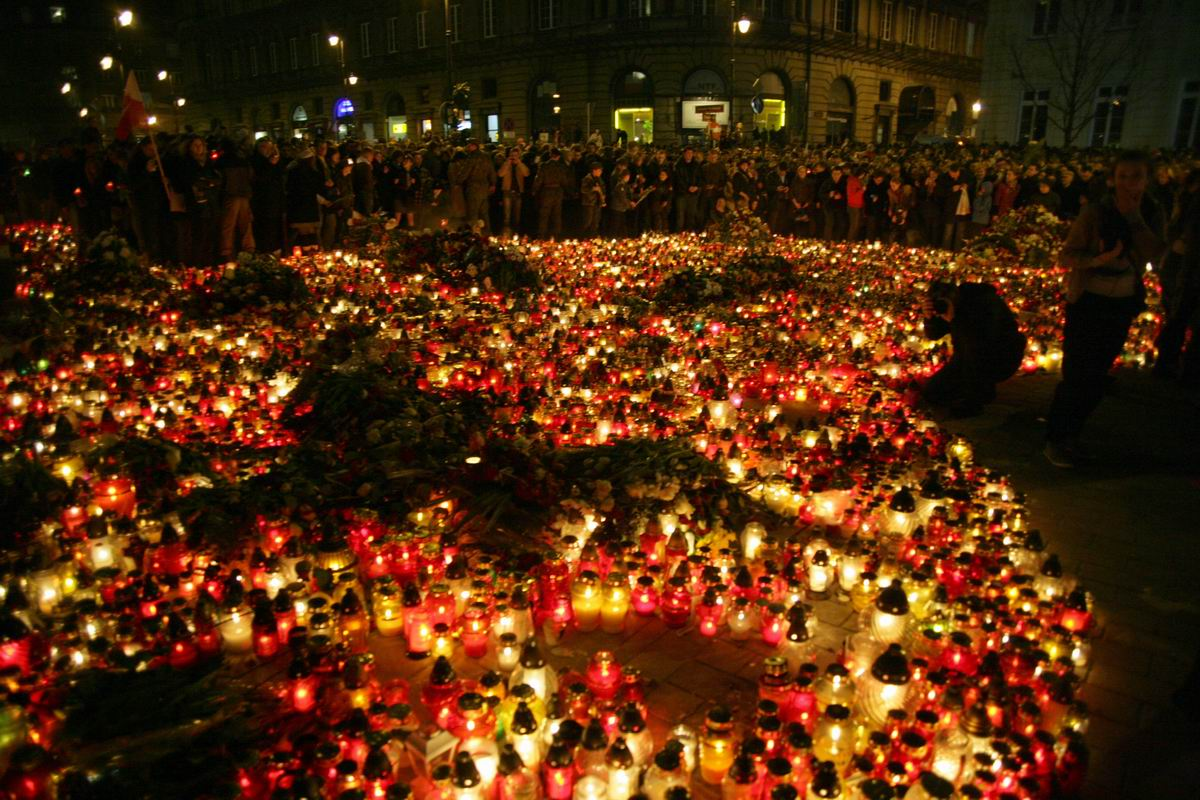
Recueillement devant le palais présidentiel à la suite de la mort de Lech Kaczyński, en 2010.

Son frère et l'épouse de celui-ci, Maria Kaczyńska, meurent lors de la catastrophe aérienne du 10 avril 2010, qui fait 96 morts, dont de nombreux dignitaires polonais et cadres de Droit et justice. Un deuil national d'une semaine est décrété par le président par intérim, Bronisław Komorowski. Par la suite, Jarosław Kaczyński accuse la Russie, qui refuse de restituer l'épave de l’avion, de ne pas faire la transparence sur ce drame et évoque la possibilité d'un assassinat,.

#### Élection présidentielle de 2010
Le 26 avril 2010, Jarosław Kaczyński annonce sa candidature à l'élection présidentielle anticipée. Alors que son image apparaissait très controversée au début de la campagne, il modère son discours, notamment ses positions anti-russes et anti-allemandes, rattrape progressivement son retard dans les sondages. Il arrive en deuxième position du premier tour de scrutin, le 20 juin 2010, avec 36,5 % des suffrages exprimés, contre 41,5 % à Bronisław Komorowski, candidat de la PO et président par intérim.
Dans l'entre-deux-tours, Jarosław Kaczyński tente de rallier les suffrages des électeurs de gauche en rappelant les similitudes, sur le plan social, entre son programme et celui du candidat social-démocrate, Grzegorz Napieralski (13,7 % au premier tour), mais les électeurs de celui-ci sont réticents à apporter leur soutien aux mesures nationalistes prônées par Kaczyński. À l'issue du second tour, le 4 juillet 2010, Jarosław Kaczyński est battu par son rival Bronisław Komorowski en réunissant 47,0 % des voix.

#### Élections parlementaires de 2011
Lors des élections parlementaires de 2011, Droit et justice, dont il est le chef de file, remporte 29,9 % des voix et 157 parlementaires à la Diète, ce qui constitue le premier recul du parti depuis sa fondation, en 2001. Après cet échec, il continue à diriger la formation, ce qui provoque la dissidence de Zbigniew Ziobro et la formation du parti Pologne solidaire (SP).

### Retour de Droit et justice au pouvoir

#### Victoires présidentielles de 2015 et 2020
Demeurant une personnalité clivante, il envisage de se présenter à l'élection présidentielle de 2015, mais y renonce le 11 novembre 2014, présentant la candidature du peu connu Andrzej Duda. Celui-ci mène une campagne dynamique et parvient à battre le président Komorowski, pourtant grand favori du scrutin.

#### Élections parlementaires victorieuses de 2015 et 2019

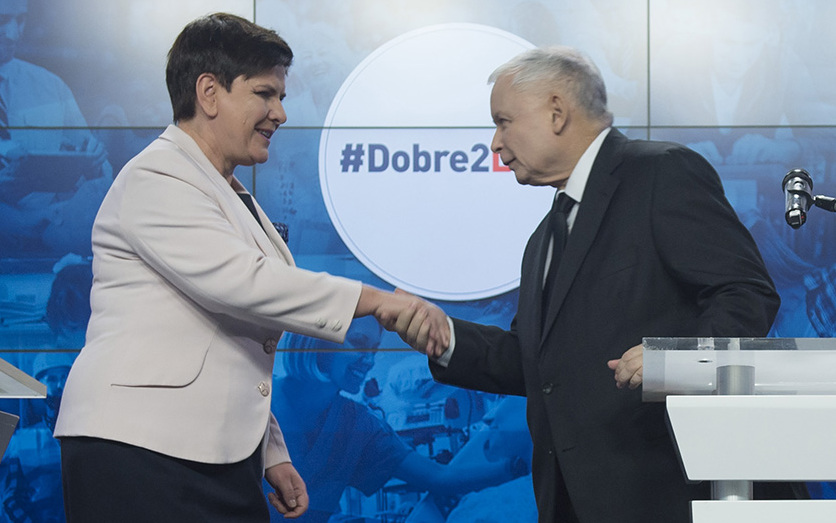
Jarosław Kaczyński et Beata Szydło (2017).

En prévision des élections parlementaires du 25 octobre 2015, Jarosław Kaczyński désigne la trésorière de PiS, Beata Szydło, directrice de la campagne victorieuse d'Andrzej Duda, comme chef de file du parti. À l'issue de ce scrutin, Droit et justice totalise 37,6 % des suffrages exprimés à la Diète ainsi que 61 sièges au Sénat, soit son meilleur résultat depuis sa création. C'est la première fois qu'un parti politique polonais obtient la majorité absolue des sièges depuis la fin du régime communiste.
Après s'être tenu en retrait des campagnes présidentielle et parlementaires, Jarosław Kaczyński exerce une influence importante sur les décisions prises par le gouvernement conduit par Beata Szydło. Il est même considéré comme le dirigeant de facto du pays, multipliant notamment les annonces de réformes et rencontrant personnellement des chefs d'État. Après la réforme du Tribunal constitutionnel de 2015, il est à l'origine de la réforme du système judiciaire de 2017, qu'il mène à bien malgré les pressions de la Commission européenne et le double veto du président Andrzej Duda.

#### Dissensions à droite et retours au gouvernement

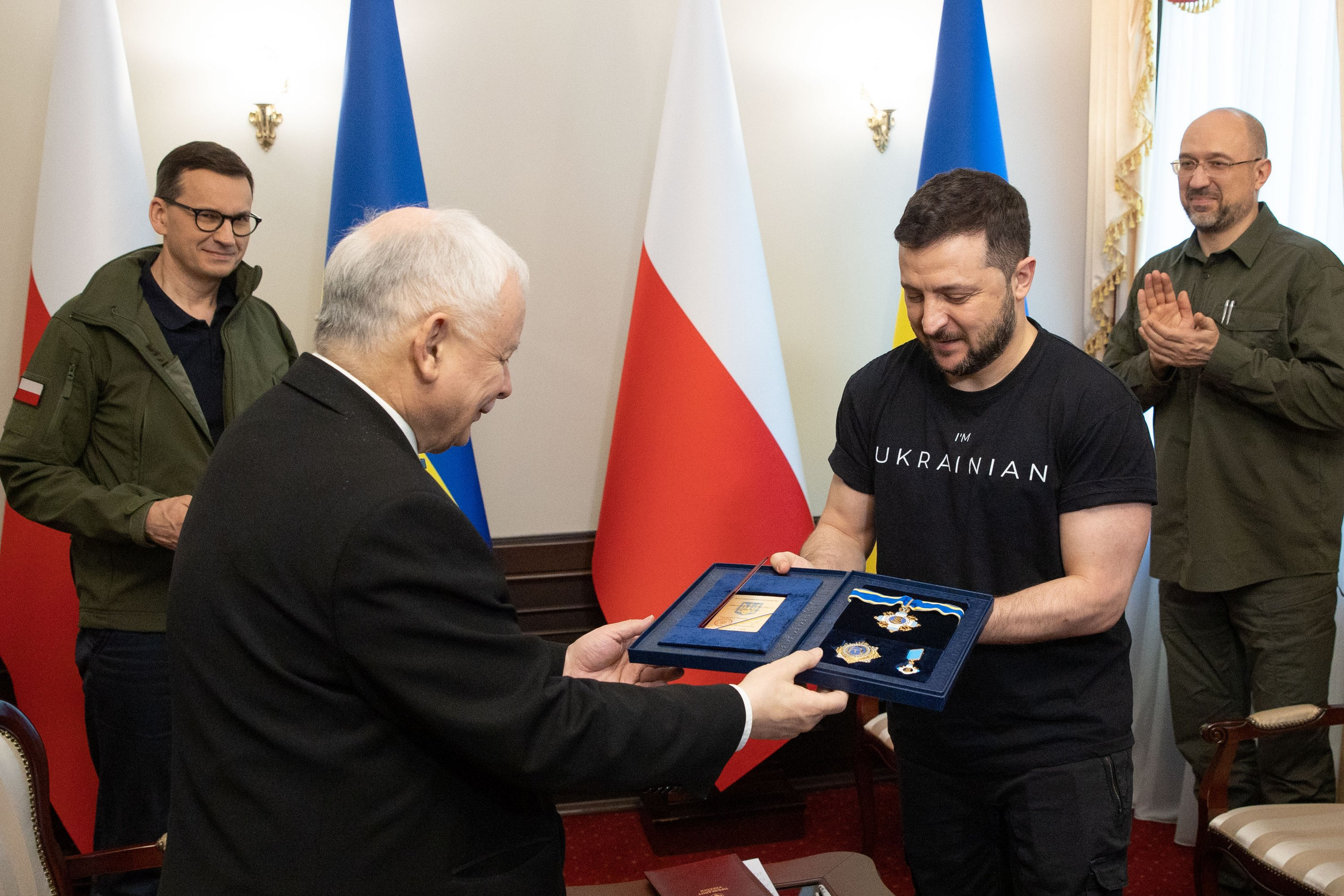
Échange de décorations avec le président de l'Ukraine, Volodymyr Zelensky, en 2022.

En octobre 2020, treize ans après avoir quitté la présidence du Conseil des ministres, Jarosław Kaczyński revient à la surprise générale au gouvernement, en tant que vice-président du Conseil chargé de la Sécurité. Ce retour fait suite à des dissensions au sein de la coalition Droite unie, provenant principalement du ministre de la Justice, Zbigniew Ziobro, et de son parti, Pologne solidaire (SP), plus radicaux que Droit et justice sur les questions sociétales.
Après avoir quitté le cabinet en juin 2022, Jarosław Kaczyński redevient vice-président du Conseil en juin 2023. Il coordonne dès lors plus formellement l'ensemble du travail gouvernemental. Il est le seul titulaire de cette fonction après le limogeage des titulaires précédents. Ce deuxième retour précède les élections législatives prévues à l'automne 2023, ayant pour objectif de renforcer le gouvernement et plus particulièrement le PiS, affaibli dans les sondages face à la Plate-forme civique.

## Prises de position et idéologie

### Conservatisme
Anticommuniste depuis sa jeunesse, Jarosław Kaczyński est considéré comme un fervent patriote et nationaliste,.

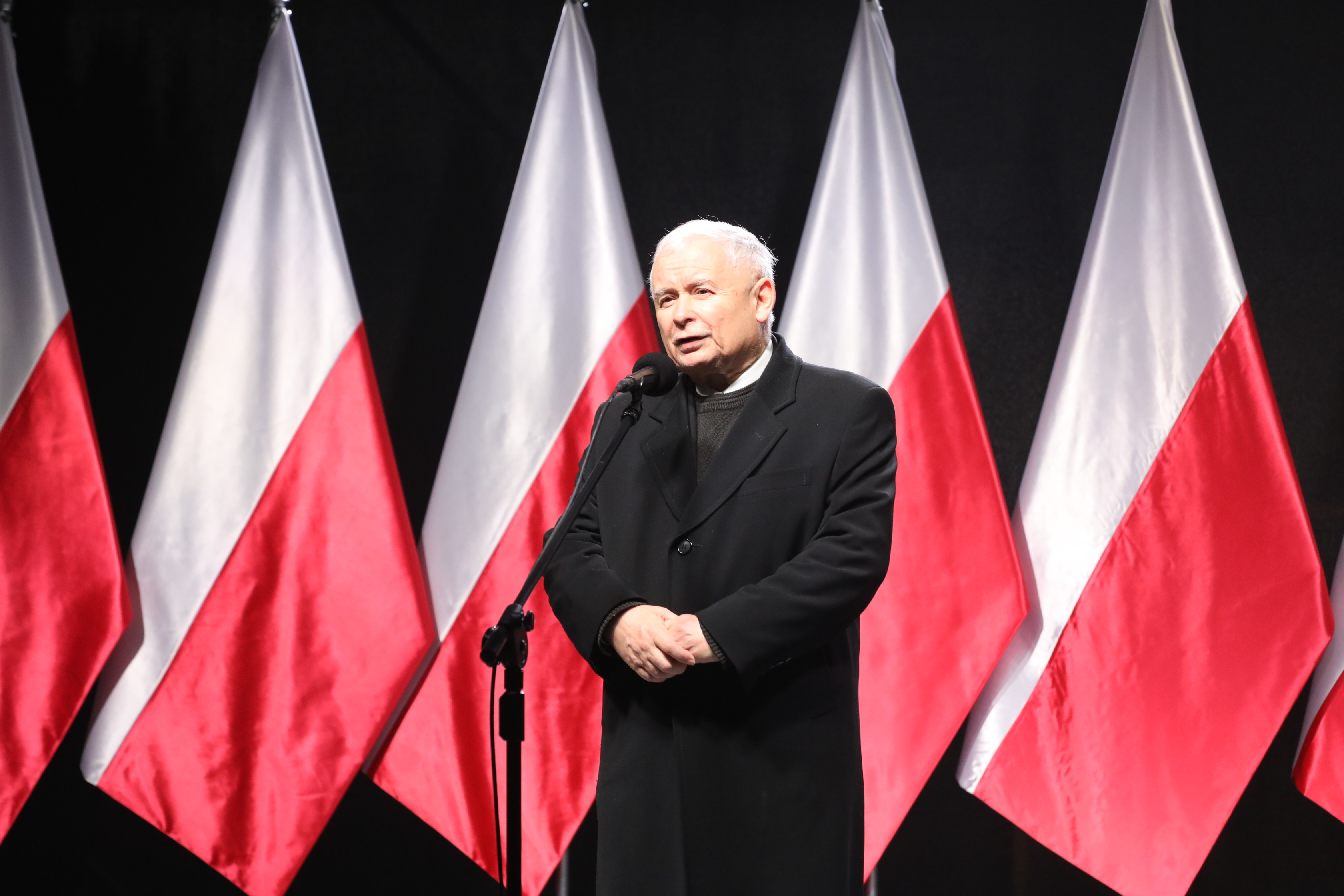
Jarosław Kaczyński en 2018.

Il se pose en défenseur du catholicisme et de l'« ordre moral ». Sa volonté de rapprocher l'État et l'Église s'inscrit dans la tradition du pays, l'adoption de la religion chrétienne par Mieszko Ier étant considérée comme l'événement fondateur de l'État polonais. Il considère que le mouvement pour les droits des personnes LGBT constitue « une menace à l’identité, à la nation et à l’État polonais ». Dès 2006, il est qualifié par Les Échos de « conservateur, ultranationaliste et homophobe ». Un an plus tard, il manifestait son opposition aux homosexuels: « Je suis tout à fait d’accord avec ceux qui s’opposent à la propagande homosexuelle à l’école […]. Elle n’apporte rien de bon aux jeunes. La croissance du nombre d’homosexuels n’est dans l’intérêt d’aucune nation ».
En 2016, les médias se font cependant l'écho de ses pressions pour convaincre l'Église catholique de ne pas appeler à remettre en cause la législation sur l'avortement, qui a fait objet d'un compromis en 1993. Le professeur Zbigniew Mikołejko estime que « le PiS traite le catholicisme comme un instrument » et « pratique sa propre religion, la religion de Smolensk, avec des éléments païens ».

### Économie et social
Tenant un discours protectionniste et social, il permet à Droit et justice d'attirer des électeurs de gauche sans pour autant lui s'aliéner les voix des conservateurs.

### Institutions polonaises
Il critique régulièrement la Constitution de 1997 et appelle à un régime présidentiel,.

### Politique internationale

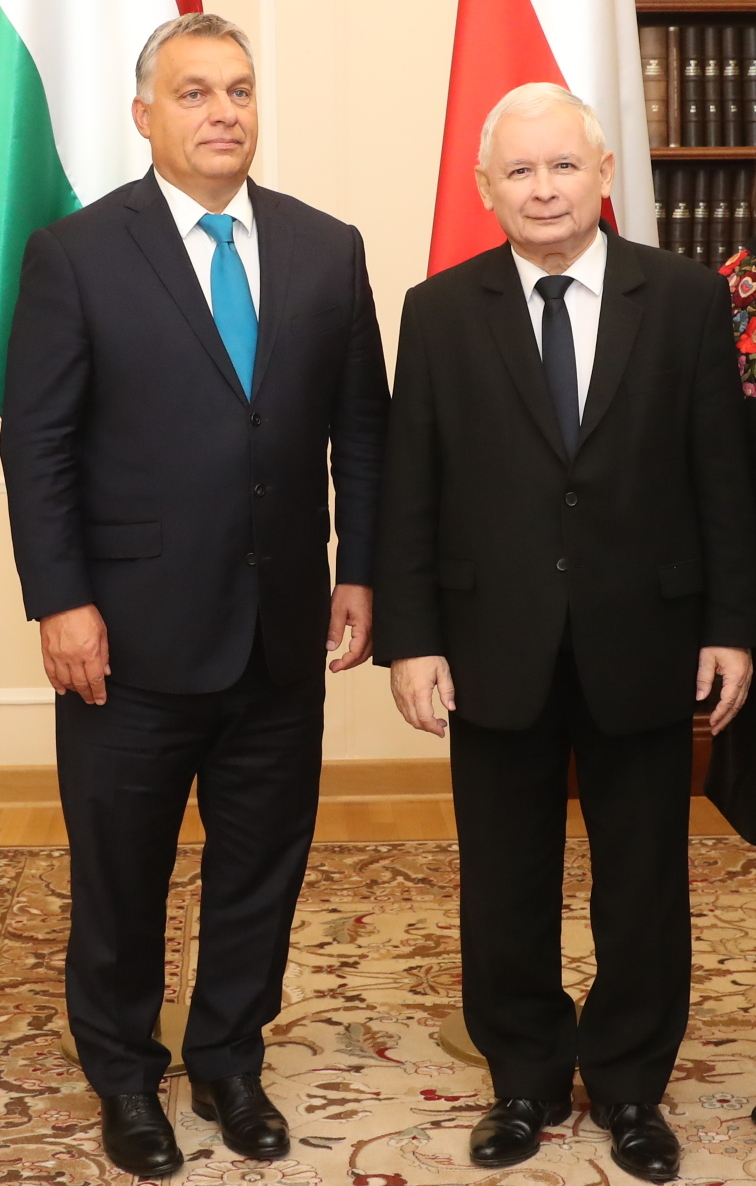
Jarosław Kaczyński et le Premier ministre de Hongrie, Viktor Orbán, en 2017.

Défenseur d'une « Europe des nations », Jarosław Kaczyński critique le fédéralisme européen et la monnaie unique. L'une de ses principales références en la matière est le général de Gaulle. Dans le cadre du Brexit et dans la lignée du groupe de Visegrád, il s'oppose au projet de suppression des prestations sociales aux travailleurs européens résidant au Royaume-Uni.
Concernant la politique européenne d'immigration, il propose un référendum sur la répartition des migrants entre les différents pays de l'UE. Il est opposé à cet accord, arguant que la Pologne a accueilli plus d'un million d'Ukrainiens fuyant la guerre en 2022 et affirme qu'elle ne paiera pas de pénalités si elle refuse d'accueillir des migrants d'Afrique et du Moyen-Orient.
Kaczyński est un partisan résolu d'une alliance accrue de la Pologne avec les États-Unis, qu'il voit comme en mesure d'assurer la défense de son pays,. Admirateur de plusieurs aspects de la politique du président républicain Ronald Reagan, il entretient de bonnes relations avec son successeur Donald Trump.
À l'inverse, de façon historique et constante, il s'oppose frontalement à la Russie, qu'il soupçonne de vouloir refonder l'URSS et qu'il accuse d'être responsable de la mort de son frère. Après l'invasion de l'Ukraine par la Russie, il se montre particulièrement virulent, dénonçant un « pays terroriste ».

### Influence sur son frère
Jarosław Kaczyński est, de l'avis des commentateurs et historiens, plus intransigeant que son frère Lech. Selon Jan Litynski, un des dirigeants historiques de Solidarność, « Lech Kaczyński, lié au comité Helsinki de défense des droits de l'homme dans les années 1980, affiche une sensibilité social-démocrate alors que Jarosław est beaucoup plus conservateur ».
Michał Krzymowski, biographe de Jarosław Kaczyński, écrit : « Plus brillant que Lech, Jarosław est un excellent orateur. Moins émotionnel que Lech, il a du charisme et de l’intuition. C’est un stratège et un meneur de jeu. Et, paradoxe de leur relation, c’est le moins doué des jumeaux qui parvient à la plus haute distinction ». Lech Kaczyński lui-même reconnaît en 2005 que son frère est le « penseur » du duo.